# Кемеровская область

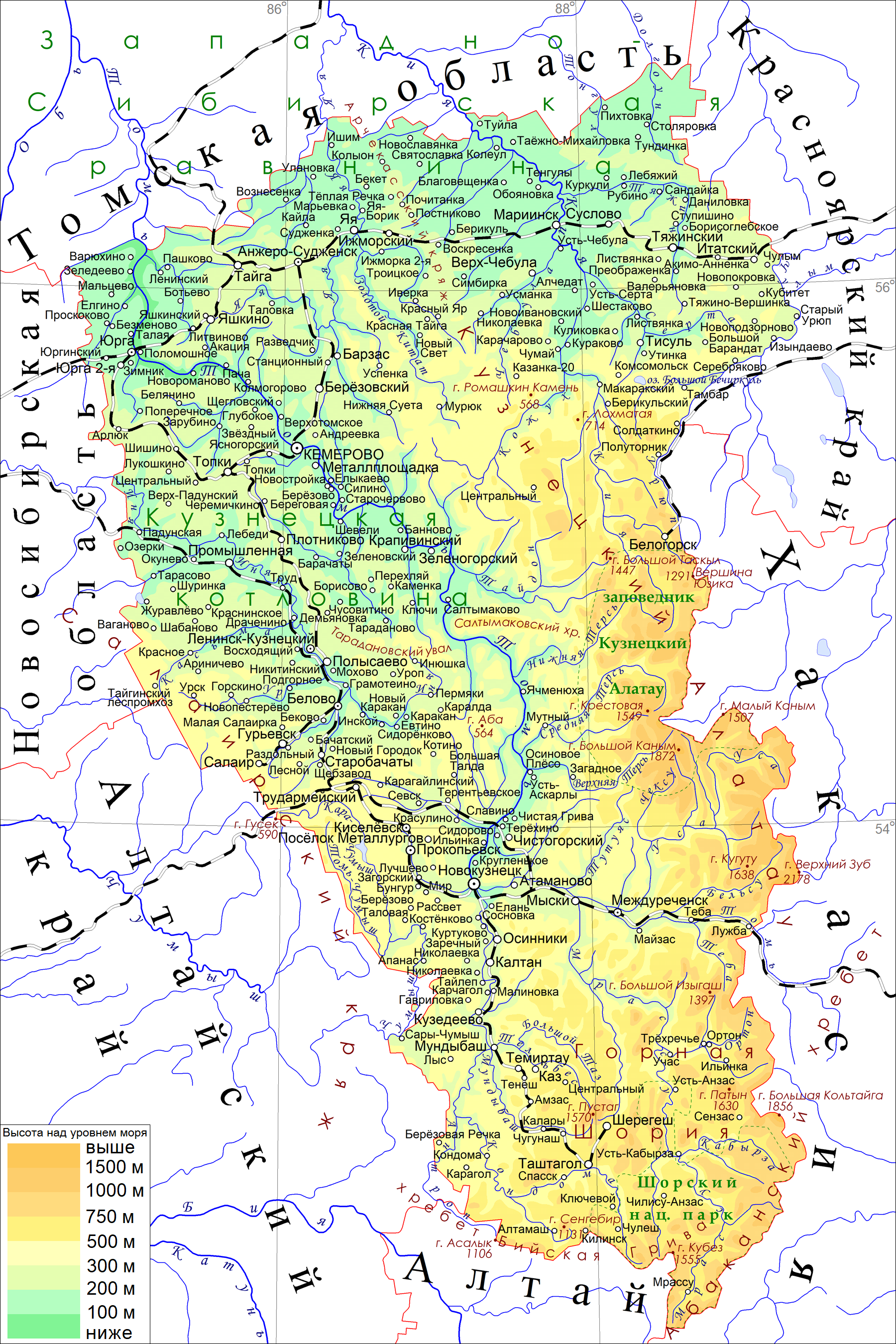
Физическая карта Кемеровской области

Ке́меровская о́бласть — Кузба́сс (также Ке́меровская о́бласть или Кузба́сс) — субъект Российской Федерации, расположенный на юге Западной Сибири. Входит в состав Сибирского федерального округа, является частью Западно-Сибирского экономического района.
На территории области находится Кузнецкий угольный бассейн (Кузбасс). По его имени Кемеровскую область в просторечии называли Кузбассом. 27 марта 2019 года, после подписания президентом России указа, это название также официально закрепилось за Кемеровской областью, как второе — Кузбасс.
Кемеровская область образована 26 января 1943 года Указом Президиума Верховного Совета СССР выделением из Новосибирской области. Площадь области — 95 725 км²; по этому показателю область занимает 34-е место в стране.
Население области составляет 2 527 219 человек (2025), плотность населения — 26,40 человек/км² (2025). Большинство населения проживает в городах, имеются значительные территории с низкой плотностью населения. Удельный вес городского населения: 
88,75% (2022).
Кемеровская область является самой густонаселённой частью Сибири и азиатской части России. Русские составляют более 90 % населения. Из малочисленных народов в области проживают шорцы, телеуты и сибирские татары, сохранившие свои культурные традиции.
Административный центр и крупнейший город — Кемерово, численность населения которого составляет 542 928 человек. Совместно с близлежащими муниципалитетами области образует Кемеровскую агломерацию с числом жителей более 1,3 миллиона человек.
Второй по численности город области — Новокузнецк. Население — 528 747 человек (2025). Является центром Новокузнецкой агломерации численностью более 1,1 миллиона человек.
Область расположена на юго-востоке Западной Сибири, занимая отроги Алтая и Саян.
Протяжённость области с севера на юг почти 500 км, с запада на восток — 300 км. Граничит на северо-востоке и севере с Томской областью, на северо-востоке — с Красноярским краем, на востоке — с Республикой Хакасия, на юге — с Республикой Алтай, на юго-западе — с Алтайским краем, на северо-западе — с Новосибирской областью.
Административно состоит из 20 городов и 18 районов.

## История

### Древний период
К верхнему и среднему палеолиту относится стоянка Мохово 2 в Кузнецкой котловине. К позднему палеолиту относятся мастерская Шумиха-I, стоянки Бедарево I, II, II, Шорохово-I, Ильинка-II, Сарбала, Воронино-Яя, стационарное поселение на реке Кия, около села Шестаково. К мезолиту относятся стоянки Большой Берчикуль-1, Бычка-1, Печергол-1, к неолиту — стоянки Большой Берчикуль-4, Смирновский ручей-1, Печергол-2, Бычка-1 поздний слой. К эпохе бронзы относятся поселения и могильники самусьской, андроновской, корчажкинской, «андроноидной» еловской, ирменской культур, большинство изображений писаниц Притомья, включая самый известный археологический памятник Кузбасса — Томскую писаницу. Эпоха железа представлена большереченской, тагарской, кулайской, таштыкской культурами.

### Средние века
В период раннего средневековья (VI—XI века) историческое развитие древних обществ было тесно связано с событиями в степях Центральной Азии. В период существования Первого (552—630 годы) и Второго (679—742 годы) Тюркского каганатов на территории Кузнецкого края продолжала развиваться традиционная культура, созданная кулайцами. Изменения внутри неё были связаны с увеличением доли скотоводства в хозяйственной деятельности населения, с дальнейшим социальным расслоением общества. История этого народа воссоздана по материалам раскопок могильников у сёл Саратовка, Шабаново, Ваганово, кладов, найденных в окрестностях Елыкаева, Терёхина, Егозова, Лебедей. Среди археологических находок той эпохи появляется ряд изделий, особенно в оружии и снаряжении коня, которые характерны для центральноазиатских тюрок. Через тюрок кузнецкое население осуществляло контакты с Китаем и государствами Передней Азии. В частности, в погребениях найдены китайские монеты. Одной из особенностей исторического развития в это время было то, что местное население постоянно испытывало влияние кочевников центральноазиатских степей. В конечном итоге это приведёт к полному заимствованию их культуры и языка. В IX—X веках ситуация на территории Кузнецко-Салаирской области существенно изменилась. В 840 году киргизы создали огромную державу. Этому предшествовали длительные войны с уйгурами, которые наконец-то были разгромлены. Приблизительно в это же время в верховьях реки Иртыш возникает раннее государство кимаков. Граница между ними и кыргызами проходила по хребтам Кузнецкого Алатау.
По мнению специалистов, на территории Кузнецкого края обитали племена, которые в письменных источниках известны как кипчаки. В начале XI века значительная часть кипчаков вынуждена была покинуть свои земли и уйти далеко на запад в восточноевропейские степи. Немного позже в русской летописи они впервые упоминаются как племена половцев. Монгольский период (XIII—XIV века) на территории Кузнецко-Салаирской ландшафтной области изучен очень слабо. Основные исторические события этого времени проходили в степи и были связаны с образованием империи чингизидов. Владычество монголов над населением края было формальным, поэтому оно вряд ли могло вызвать какие-либо существенные перемены в материальной и духовной культуре. Об этом свидетельствуют археологические источники памятников у сёл Ур-Бедари, Мусохраново, Торопово. По мнению антропологов, население монгольского времени в облике сочетало европеоидные и монголоидные расовые черты. Это ещё раз позволяет утверждать, что местная линия исторического развития и внешняя, связанная с тюркским миром, длительное время находились во взаимодействии. Кардинальной ломки не происходило. Но в конечном итоге процесс тюркизации местного населения был завершён. Когда Кузнецкая земля была включена в состав Русского государства, русских встретили здесь коренные народы, говорившие на тюркском языке.

### Русское царство и Российская империя

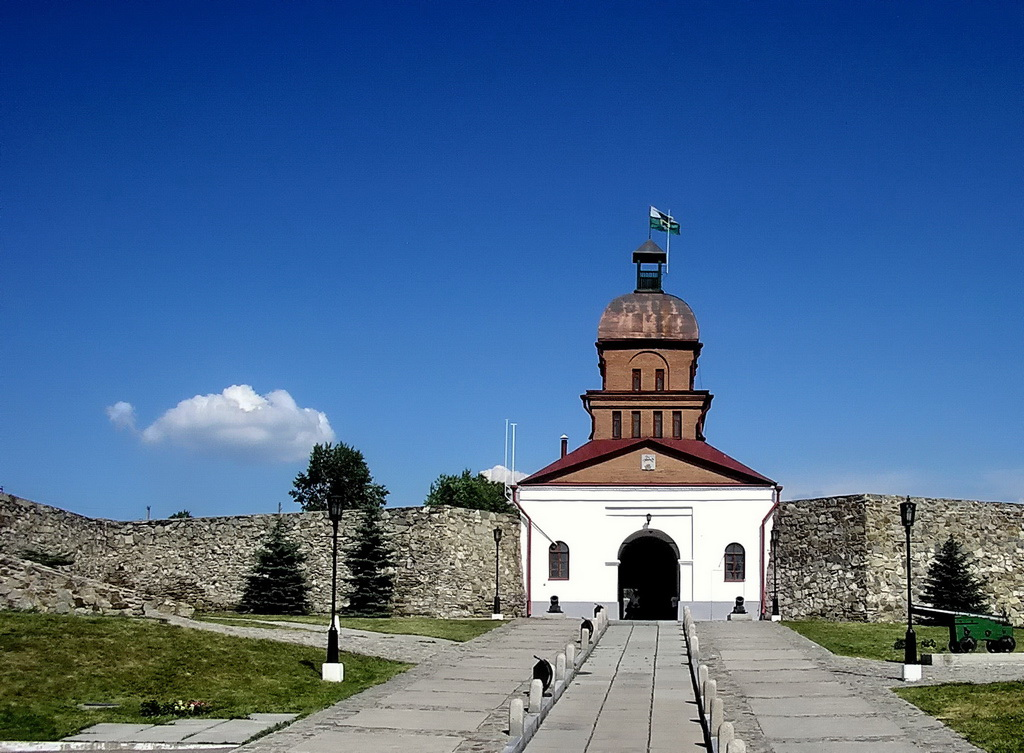
Кузнецкая крепость, построенная в 1800—1820 годах (Кузнецкий район города Новокузнецка Кемеровской области).

Территория современной Кемеровской области была населена уже несколько тысяч лет назад.
В 1618 году в Русском царстве, во время царствования Михаила Фёдоровича, на юге будущей области, на стрелке слияния рек Кондома и Томь, сибирскими казаками был основан Кузнецкий острог (ныне — город Новокузнецк) для защиты русских земель от хонгорайских, монгольских и джунгарских кочевников. Это самый старый населённый пункт Кемеровской области. Уже в начале XVII столетия здесь появляются первые русские поселенцы: крестьяне, охотники, миссионеры. В языке коренных жителей — шорцев слово «казак» нередко означает «русский». Сибирь не знала крепостного права; русские переселенцы активно занимались таёжными промыслами, вели торговлю, основывали деревни. В 1620 году острог перенесли на высокую террасу правого берега реки Томи. Теперь там расположена Кузнецкая крепость. До середины XIX века она прикрывала русское население долины Томи от набегов кочевников киргизов и джунгар, и потенциальных угроз со стороны цинского Китая.

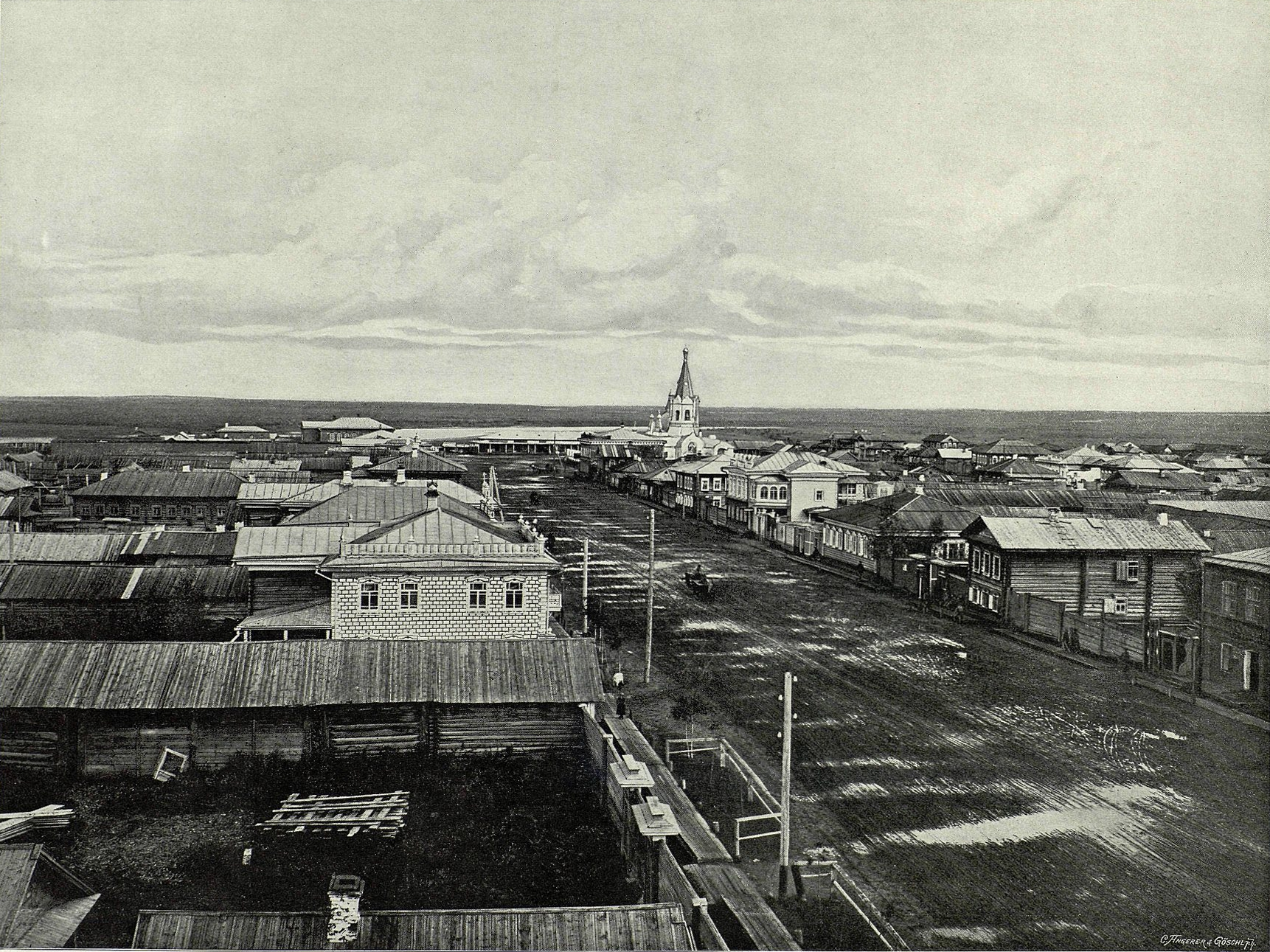
Общий вид Мариинска, 1899

Вторым «по старшинству» городом стал Мариинск, возникший как русское село Кийское на Московском тракте в 1698 году. Постепенно село наполнялось выходцами из Центральной России, Украины и Забайкалья. В 1856 году село получило статус города под названием «Кийское». В 1857 году город был переименован в Мариинск в честь тезоименитства императрицы Марии Александровны (1824—1880) — жены Александра II. К середине XIX века численность населения города составляла 3,6 тысяч человек. Летом 1891 года Мариинск посетил цесаревич Николай Александрович.
В Российской империи в 1721 году сибирский рудознатец Михайло Волков обнаружил на берегу Томи «горелую гору» (горящий угольный пласт), тем самым став первооткрывателем кузнецких углей.
Топоним «Кемерово», по версии кузбасских учёных, восходит к тюркскому слову «кемер», означающему «пояс», «склон горы». Здесь, у деревень Красная и Кемерово, были найдены залежи каменного угля.
Заметное промышленное развитие региона приходится на конец XVIII века. Первым интерес к разработке кузнецкого угля проявил уральский промышленник А. Н. Демидов. Им были построены Колывано-Воскресенские заводы, которые впоследствии вместе с прилегающими к ним недрами перешли в собственность императорского дома Романовых. С этого времени большая часть Кузбасса, вошедшая в Алтайский горный округ, находилась в ведении Кабинета Его Императорского Величества.
В XVIII столетии появляются промышленные предприятия: Томский железоделательный, Гавриловский и Гурьевской сереброплавильные заводы, Сухаринский и Салаирский горные рудники.
Серьёзным препятствием для развития области оставались большие расстояния от центральных районов Российской империи. Ситуация изменилась в период ранней российской индустриализации. На протяжении XIX века территория современной области входила в состав Томской губернии — Кузнецкий и Мариинский уезды. В связи с постройкой Транссибирской железнодорожной магистрали промышленность Кузбасса получила бурное развитие.

### СССР
После Октябрьской революции Кузбасс стал частью Западно-Сибирского края, затем — Новосибирской области.
Послереволюционное время характеризуется переходом к плановому ведению хозяйства, созданием урало-кузбасского индустриального комплекса, развитием угольной, металлургической и химической отраслей промышленности Кузбасса: строится Кемеровский коксохимзавод, Кузнецкий металлургический комбинат, появляется множество новых шахт. Возле промышленных предприятий строятся рабочие посёлки, которые очень быстро получают статус городов: Прокопьевск, Киселёвск, Осинники, Таштагол, Калтан, Междуреченск и другие.
До 62 % строителей Кузнецкого комбината были раскулаченными крестьянами и заключёнными. Кроме того, Кузбасс стал местом массовой высылки казахов и киргизов. В 1930-е годы в регионе свирепствовал голод, отмечались случаи людоедства.
В годы Великой Отечественной войны Кемеровская область стала главным поставщиком угля и металла. Из новокузнецкой стали было изготовлено более 50 тысяч танков и 45 тысяч самолётов. В Кузбасс из оккупированных районов было эвакуировано оборудование 71 предприятия, большинство из которых так и остались в Кузбассе. Война вдвое увеличила мощности Кузбасса.
В 1943 году Президиум Верховного Совета СССР указом от 26 января принял решение о выделении из Новосибирской области Кузбасса и о создании на его территории Кемеровской области с административным центром в городе Кемерово. В новую область вошли 17,5 % территории Новосибирской области, 9 из 12 городов областного подчинения, 17 из 20 рабочих посёлков, 23 из 75 районов. Население Кемеровской области составило 42 % от численности всего населения Новосибирской области.
Бурный рост региона в послевоенные и последующие годы привёл к появлению на карте Кузбасса новых городов: Полысаево, Междуреченск, Осинники, Тайга и прочих. В период конца 1940-х — начала 1970-х годов была сформирована система высшего профессионального образования региона: в северной столице Кузбасса открываются: педагогический институт (с 1974 года — Кемеровский государственный университет), медицинский институт (с 1995 года — Кемеровская государственная медицинская академия), Кемеровский горный институт, позднее преобразованный в политехнический (ныне Кемеровский государственный технический университет), Кемеровский технологический институт пищевой промышленности; Кемеровское высшее военное командное училище связи; Кемеровский государственный институт культуры. Получила развитие наука, в результате в 1990 году на базе научных учреждений региона был сформирован Кемеровский научный центр. В 1950-е годы была образована Кемеровская областная филармония, открыта Кемеровская областная детская библиотека, созданы отделения Союза журналистов и Союза художников РСФСР, сдан в эксплуатацию Кемеровский телецентр (первая передача состоялась 22 апреля 1958 года). Построены здания драматических театров в городах Прокопьевске (1956), Кемерове (1960), Новокузнецке (1963) и театра оперетты в городе Кемерово. С 1962 года в областном центре начал работать театр кукол. В 1973 году построены здания двух цирков (в городах Кемерово и Новокузнецке). К концу 1980-х годов в Кузбассе насчитывалось шесть театров, 954 клубных учреждения, 24 музея, более 1200 библиотек.
В 1989 году Кемеровская область являлась одним из центров забастовочного движения.

### Постсоветский период
События, произошедшие в 1990-х годах, полностью изменили ход дальнейшего развития не только Кузбасса, но и всей страны. Региональная экономика, как и экономика всей страны, из предкризисного состояния перешла в состояние глубокого системного кризиса. В условиях дефицита средств капитальный ремонт заменялся поддерживающим. Это сопровождалось закрытием отдельных предприятий.
Важным содержанием перехода к рынку стал процесс приватизации государственной собственности. Вне сферы частной собственности на территории Кемеровской области к началу 1997 года осталась лишь часть предприятий. В федеральной собственности остались предприятия оборонного комплекса, железнодорожный транспорт, золотопромышленность, телевидение, санитарно-эпидемиологические и ветеринарные учреждения. В областной собственности были большая часть аптек, предприятия полиграфической промышленности, ряд автотранспортных предприятий, птицефабрики и так далее. В муниципальной остались школы, больницы, поликлиники, основные объекты коммунального хозяйства, жилые дома и другие объекты соцкультбыта.
Наряду с городом новые формы организации хозяйства появились и в кузбасском селе. Они внедрялись по указу президента России от 27 октября 1993 года «О регулировании земельных отношений и развитии аграрной реформы в России», разрешившего частную собственность на землю и признавший многообразные формы хозяйствования на земле.
В 1990—е годы экономика региона пришла в упадок, однако уже к концу десятилетия наметились положительные сдвиги, в первую очередь — в развитии угольной промышленности; внимание уделялось развитию угледобычи открытым способом, как более эффективным и безопасным. Только в 1999 году было введено в эксплуатацию 15 угледобывающих предприятий, всего же за последние 21 год было введено в эксплуатацию 11 новых шахт и 16 угольных разрезов.
С 2001 года ОАО «Газпром» реализует пилотную программу «Опытно-промышленная добыча метана из угольных пластов Кузнецкого бассейна».
Другая новая для Кемеровской области отрасль — переработка нефти: в 2003 году было начато создание нефтеперерабатывающих заводов.
В феврале 2010 года был торжественно запущен углегазовый промысел, дан старт добыче и использованию метана из угольных пластов.
В сфере сельского хозяйства в 2000—2007 годах в центре внимания было обновление парка сельскохозяйственной техники. В 2007 году впервые за последние 40 лет был собран 1 миллион 680 тысяч тонн зерна.
С 1991 по 1997 год губернатором был Михаил Кислюк. С 1997 года с перерывом Кемеровскую область возглавлял Аман Тулеев.
1 апреля 2018 года врио губернатором области был назначен Сергей Цивилёв. В. В. Путин принял отставку Амана Тулеева в связи с трагедией в торговом центре «Зимняя Вишня», которая произошла 25 марта 2018 года. В трагедии погибло 60 человек.
27 марта 2019 года Указом президента Российской Федерации субъект РФ получил новое наименование как Кемеровская область — Кузбасс, при этом Кемеровская область и Кузбасс становятся равнозначными названиями региона.
2 марта 2022 года действующий губернатор Сергей Цивилёв инициировал акцию по поддержке вторжения России на Украину «КуZбасс — Zа Родину». В акции теперь название региона в официальных материалах правительства области будет писаться через прописную латинскую букву «Z», «КуZбасс». Использование латинской буквы «Z» в прилагательных носит факультативный характер.

### Административное подчинение Кузбасса (1618—2019 годы)
- 1618 год — Кузнецкий уезд Тобольского разряда.
- 1629 год — Кузнецкий уезд Томского разряда[26].
- 1708 год — Кузнецкий уезд Сибирской губернии.
- 1719 год — Кузнецкий уезд Тобольской провинции Сибирской губернии.
- 1724 год — Томское ведомство Енисейской провинции Сибирской губернии.
- 1726 год — Томское ведомство Тобольской провинции Сибирской губернии.
- 1779 год — Кузнецкий округ Колыванской волости Тобольского генерал-губернаторства.
- 1783 год — Кузнецкий уезд Колыванской губернии Тобольского наместничества.
- 1804 год — Кузнецкий уезд Томской губернии[26].
- 1822 год — Кузнецкий округ Томской губернии[27].
- 1898 год — Кузнецкий уезд Томской губернии[26].
- 1924 год — Кольчугинский уезд[26][28] (центр — город Щегловск).
- 1925 год — Кузнецкий округ Сибирского края[28].
- 1930 год — Западно-Сибирский край[28] (центр — город Новосибирск).
- 1937 года — Новосибирская область[28].
- 26 января 1943 года — Кемеровская область[28].
- 4 апреля 2019 года — Кемеровская область — Кузбасс[4].

## Физико-географическая характеристика

### Географическое положение
Кемеровская область находится в Сибирском федеральном округе Российской Федерации. Она расположена на юго-востоке Западной Сибири, в бассейне реки Томь. Область протянулась с севера на юг почти на 500 км, с запада на восток — на 300 км.
Часовой пояс
Кемеровская область находится в часовой зоне МСК+4. Смещение применяемого времени относительно UTC составляет +7:00.
14 сентября 2009 года Правительством Российской Федерации было принято постановление о применении на территории Кемеровской области времени пятой часовой зоны — омского времени. Переход на новый часовой пояс в области произошёл 28 марта 2010 года, когда в России осуществлялся плановый переход на летнее время. В результате разница во времени между Кемерово и Москвой сократилась с четырёх до трёх часов.
1 июля 2014 года Госдума приняла постановление о применении на территории Кемеровской области времени шестого часового пояса — красноярского времени при плановом переходе на зимнее время. В результате разница во времени между Кемерово и Москвой снова увеличилась с трёх до четырёх часов.

### Рельеф

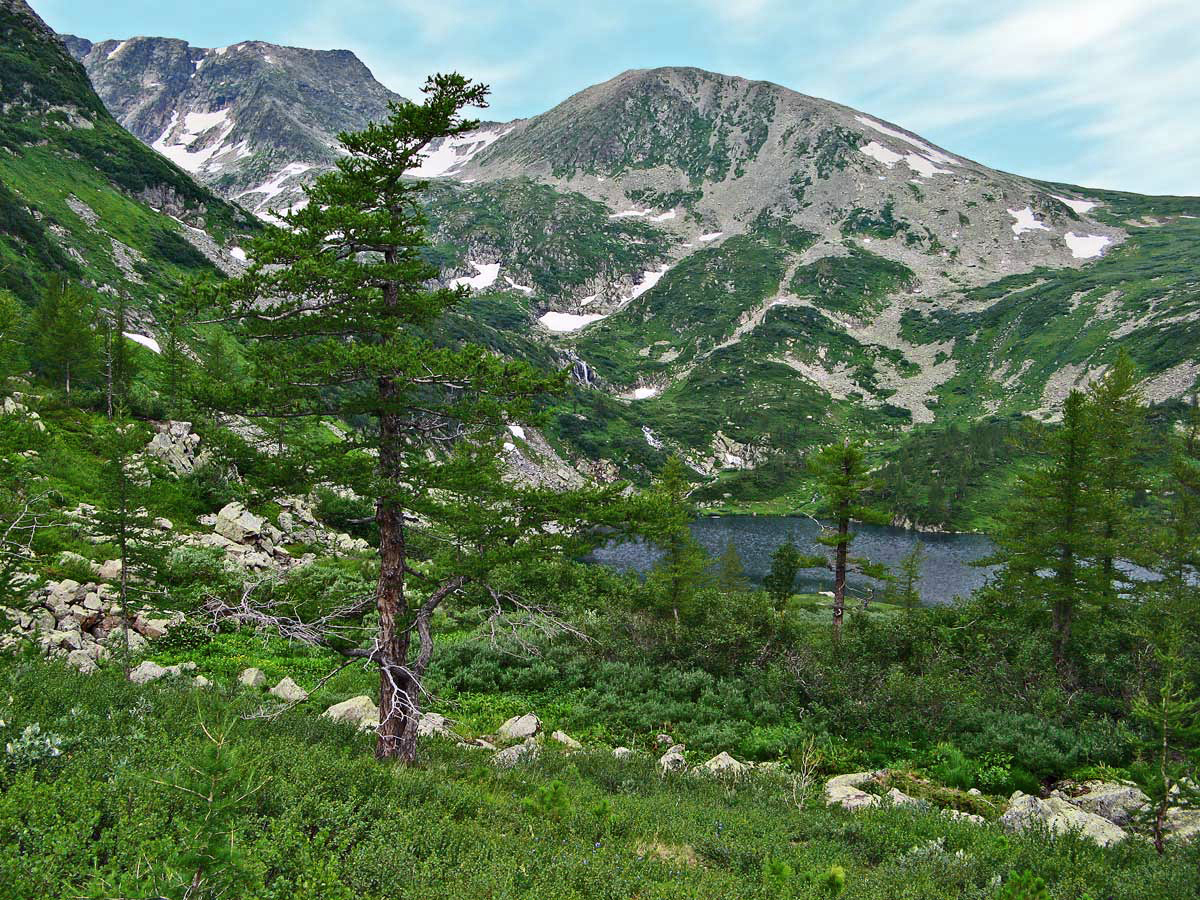
Кузнецкий Алатау

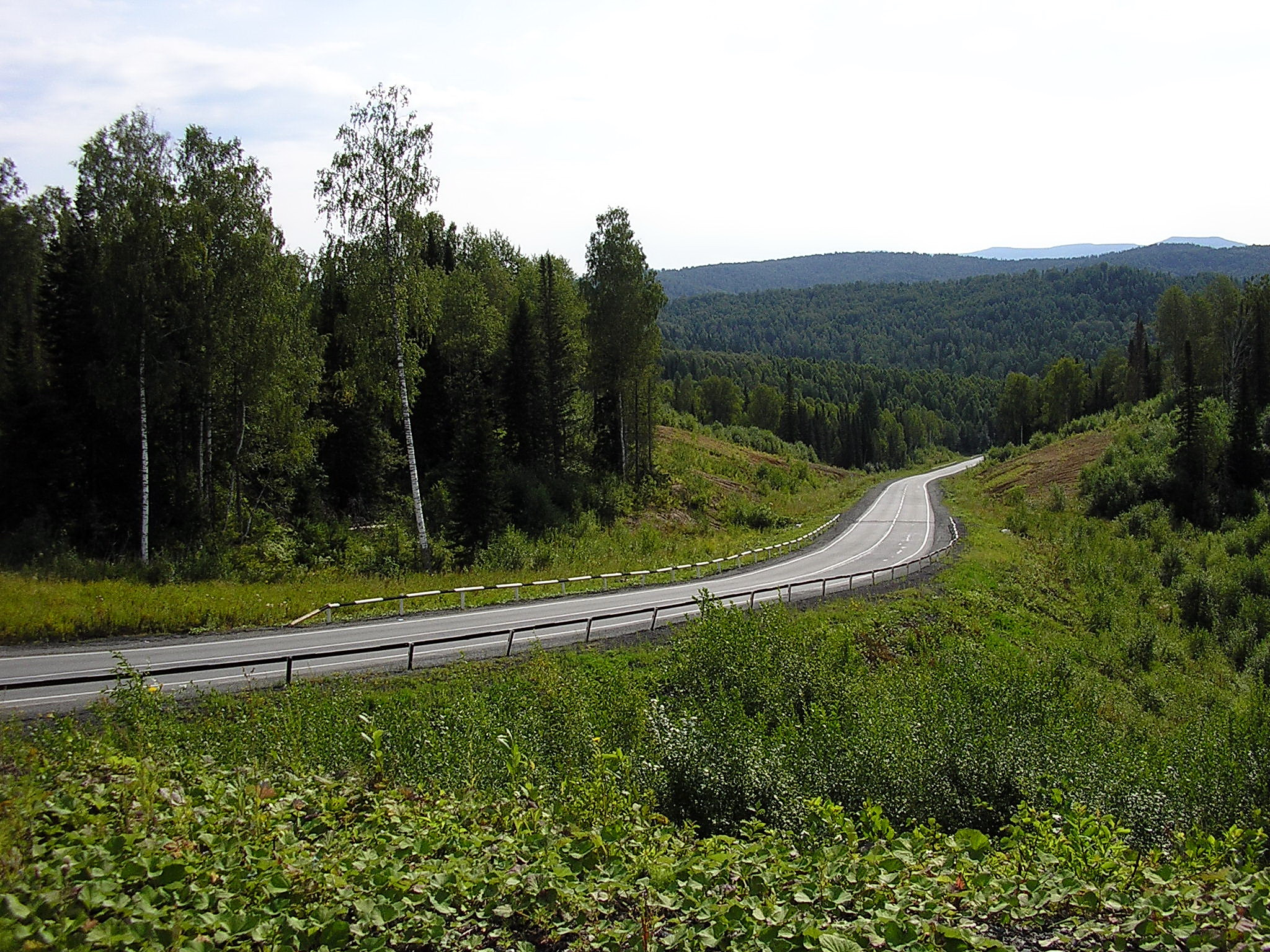
Горная Шория, трасса Новокузнецк — Таштагол

Кемеровская область расположена на юго-востоке Западной Сибири, занимая отроги Алтая и Саян. Большая разность высот поверхности определяет разнообразие природных условий. Наивысшая точка — голец Верхний Зуб на границе с Республикой Хакасия — поднимается на 2178 м, наименьшая — 78 метров над уровнем моря — лежит в долине реки Томи на границе с Томской областью. По рельефу территория области делится на равнинную (северная часть), предгорные и горные районы (Кузнецкий Алатау (на востоке), Салаирский кряж (на западе), Горная Шория (на юге)), межгорную Кузнецкую котловину.

### Геологическое положение и полезные ископаемые
В недрах области обнаружены разнообразные полезные ископаемые: каменные и бурые угли, железные и полиметаллические руды, золото, фосфориты, строительный камень и другие минеральные ресурсы. По сочетанию и наличию природных богатств область можно назвать уникальной.

### Климат
Климат Кемеровской области континентальный: зима холодная и продолжительная, лето тёплое и короткое. Средние температуры января −17… −20 °C, июля — +17…+18 °C. Среднегодовое количество осадков колеблется от 300 мм на равнинах и в предгорной части до 1000 мм и более в горных районах. Продолжительность безморозного периода длится от 100 дней на севере области до 120 дней на юге Кузнецкой котловины.

### Гидрография
Речная сеть принадлежит бассейну Оби и отличается значительной густотой. Наиболее крупные реки — Томь, Иня, Кия, Кондома, Мрассу, Сары-Чумыш, Чумыш, Яя. Озёр в области немного, в основном они расположены в горах и долинах рек. Самым уникальным по своему характеру является озеро Берчикуль.

### Почвы
Разнообразие рельефа и климата создаёт пестроту почвенного и растительного покрова. Наибольшую площадь занимают разновидности дерново-подзолистых почв, в Кузнецкой котловине преобладают чернозёмы, обладающие высоким плодородием.

### Растительность
Растительность весьма многообразна. На горных вершинах встречаются растения тундры и альпийских лугов, среднегорье и низкогорье поросло «чернью» — пихтово-осиновыми лесами с высокотравьем и реликтовыми растениями. Предгорья и межгорные котловины заняты растительностью степей и лесостепей. Островками встречаются сосновые боры, а в Горной Шории и в бассейне реки Кондомы у Кузедеево находится реликтовая роща сибирской липы. На большой территории области за исключением заповедников образованы лесничества.
Лесной фонд Кузбасса 6,336 млн га, леса занимают 5,444 млн га 54,44 тыс. км², защитные леса занимают 951,7 тыс. га 9,517 тыс. км² Имеется 87 участковых лесничеств.
В Западно-Сибирский южно-таёжный равнинный лесной район входят леса, расположенные в Ижморском, Мариинском, Тяжинском, Яйском, Тисульском (северная часть), Яшкинском (северная часть) административных
районах. В Западно-Сибирский подтаёжно-лесостепной лесной район входят леса, расположенные в Гурьевском, Кемеровском, Юргинском, Топкинском, Промышленновском, Ленинск-Кузнецком, Яшкинском (южная часть) административных районах, городские леса городов: Берёзовского, Гурьевска, Кемерово, Ленинска-Кузнецкого, Полысаево, Салаира, Топки, Юрги. В Алтае-Саянский горно-таёжный лесной район входят леса, расположенные в Чебулинском (южная часть), Тисульском (южная часть), Крапивинском, Беловском, Новокузнецком, Прокопьевском, Междуреченском, Таштагольском административных районах, государственный природный заповедник «Кузнецкий Алатау», «Шорский национальный парк», городские леса городов: Белово, Калтана, Междуреченска, Мыски, Новокузнецка, Осинники, Таштагола, Киселёвска, Прокопьевска. В целом по Кемеровской области среди основных лесообразующих пород хвойные насаждения занимают 48,2 %, в том числе: сосновые 2,7 %, еловые 2,3 %, пихтовые 37,7 %, лиственничные 0,2 %, кедровые 5,3 %. Мягколиственные насаждения занимают 51,8 %, в том числе: берёзовые 28,7 %, осиновые 22,5 %, ивы древовидные 0,5 %, насаждения липы, тополя — около 0,1 %.

### Животный мир
Из крупных животных обитают европейский лось и алтайский марал, сибирская косуля и северный олень, последний встречается только в горах Кузнецкого Алатау. Из хищных наиболее характерны сибирский бурый медведь, обыкновенная рысь, росомаха. Промысловое значение имеют обыкновенная белка, ондатра, из птиц — глухарь, рябчик, тетерев-косач. Среди животных также имеется заяц-беляк.

### Охрана природы
На территории области расположены заповедник Кузнецкий Алатау и Шорский национальный парк.
Список особо охраняемых природных территорий Кемеровской области:
- Антибесский государственный заказник
- Барзасский государственный заказник
- Бельсинский государственный заказник
- Бунгарапско-Ажендаровский государственный заказник
- Горно-Шорский национальный природный парк
- Горскинский государственный заказник
- Государственный заповедник «Кузнецкий Алатау»
- Китатский государственный заказник
- Нижне-Томский государственный заказник
- Охранная зона заповедника «Кузнецкий Алатау»
- Писаный государственный заказник
- Раздольный государственный заказник
- Салаирский государственный заказник
- Салтымаковский государственный заказник
- Сары-Чумышский государственный заказник
- Таштагольский государственный заказник
- Чумайско-Иркутяновский государственный заказник
- Кузедеевская липовая роща

## Экология
На территории области расположены разрезы, занимающие значительные площади. По числу промышленных предприятий Кемеровская область занимает ведущее место в Российской федерации. На территории городов и районов Кемеровской области расположено несколько постов экологического наблюдения за состоянием атмосферного воздуха. В некоторых районах создаются особо охраняемые зоны. Имеется Красная книга Кемеровской области. В администрации правительства Кемеровской области ежегодно делаются отчёты о состоянии и охране окружающей среды Кемеровской области В Кемеровской области имеется 18 наблюдательных постов за состоянием окружающей среды (8 в Новокузнецке, 8 в Кемерове, 2 в Прокопьевске). В области действует Кузбасская ассоциация переработчиков отходов. В сентябре 2016 года утверждена территориальная схема обращения с отходами. В области будет действовать два региональных оператора по работе с отходами на севере и на юге области.
Индекс загрязнения воздуха по городам: г. Новокузнецк ИЗА<14, г. Кемерово ИЗА<14, г. Прокопьевск ИЗА<5.
Основные загрязняющие вещества — взвешенные вещества, сажа, серы диоксид, углерода оксид, азота диоксид, азота оксид, бензапирен, аммиак, анилин, сероводород, фенол, формальдегид, водород фтористый, водород хлористый, водород цианистый, металлы (железо, кадмий, магний, марганец, медь, никель, свинец, хром, цинк, алюминий).
Согласно исследованию 2022 года, в тропосфере над Кузбассом сформировалось многолетнее, стабильное повышение концентрации диоксида азота. Максимальные значения концентрации диоксида азота внутри этой аномалии обнаружены над районом, расположенным приблизительно в треугольнике Новокузнецк — Прокопьевск — Большая Талда. Данное повышение представляет собой региональную атмосферную аномалию, которая сформировалась за счёт сочетания нескольких факторов, в первую очередь: плотного сосредоточения предприятий по добыче, переработке транспортировке угля в регионе, рельефа местности (большая часть городов Кузбасса находится в низине) и наличия крупных предприятий по производству металла в Новокузнецке. В отличие от остальных городов Сибири, где концентрация диоксида азота, в целом, уменьшается за счёт использования более современных и эффективных видов автомобильного топлива, концентрация диоксида азота над Кузбассом повышается за счёт увеличения интенсивности добычи угля в период с 2006 по 2020 годы.
По данным на 2012 год река Томь имеет 74 водопользователя. Объём сброса сточных вод − 1,72 кубокилометра, в том числе 0,59 км³ загрязнённых (данные на 2015 год). Основные загрязняющие вещества — нефтепродукты, фенолы, железо общее, соединения азота, тяжёлые металлы, медь, марганец. Общее количество отходов в 2015 году — 2 319 800,678 тыс. т, из них 23 — I класса опасности, 12 — II класса опасности, 319 — III класса опасности, 2410 — IV класса опасности, 2317037 — V класса опасности.
Образование и использование отходов производства и потребления:
- Объём образованных отходов производства и потребления − 2319800,678
- Количество использованных и обезвреженных отходов 1079370,126
- Количество захоронённых отходов 4209,094
- Количество переданных на хранение отходов 1230872,256

Отходы образуются в результате деятельности следующих отраслей:
- сельское хозяйство 398,879
- добыча полезных ископаемых 2300430,131
- обрабатывающие производства 14131,611
- производство и распределение электроэнергии, газа и воды 2494,709
- строительство 74,481
- транспорт и связь 19,614
- другие виды экономической деятельности 2251,253[46].

На предприятиях области проводится Эконтроль.
На территории Кемеровской области 18 сентября 1984 года примерно в 100 км от города Кемерово был произведён подземный мирный ядерный взрыв мощностью 10 килотонн.

## Население
Численность населения Кемеровской области по данным Росстата составляет 2 527 219 чел. (2025). Плотность населения — 26,40 чел./км2 (2025). Кемеровская область имеет одну из самых высоких долей городского населения в Сибири.

### Национальный состав
| Национальность                                  | Численность |
| ----------------------------------------------- | ----------- |
| Русские                                         | ↘ 2 536 646 |
| Татары                                          | ↘ 40 229    |
| Немцы                                           | ↘ 23 125    |
| Украинцы                                        | ↘ 22 156    |
| Шорцы                                           | ↘ 10 672    |
| Армяне                                          | ↗ 10 669    |
| Чуваши                                          | ↘ 9301      |
| Азербайджанцы                                   | ↗ 6057      |
| Белорусы                                        | ↘ 6049      |
| Таджики                                         | ↗ 5646      |
| Узбеки                                          | ↗ 4255      |
| Мордва                                          | ↘ 3932      |
| Цыгане                                          | ↗ 2555      |
| Телеуты                                         | ↘ 2520      |
| Киргизы                                         | ↗ 2364      |
| Башкиры                                         | ↘ 2295      |
| Казахи                                          | ↗ 1701      |
| Удмурты                                         | ↘ 1611      |
| Чеченцы                                         | ↘ 1123      |
| Молдаване                                       | ↘ 1071      |
| Марийцы                                         | ↘ 1044      |
| Евреи                                           | ↘ 951       |
| Корейцы                                         | ↗ 908       |
| Грузины                                         | ↘ 850       |
| Поляки                                          | ↘ 750       |
| Ингуши                                          | ↘ 743       |
| Тувинцы                                         | ↗ 721       |
| Эстонцы                                         | ↘ 538       |
| Алтайцы (вкл. теленгитов, тубаларов, челканцев) | ↗ 534       |
| Хакасы                                          | ↘ 451       |
| Болгары                                         | ↘ 418       |
| Латыши                                          | ↘ 360       |
| Литовцы                                         | ↘ 346       |
| Лезгины                                         | ↘ 298       |
| Аварцы                                          | ↘ 290       |
| Греки                                           | ↘ 280       |
| Осетины                                         | ↘ 256       |
| Коми-пермяки                                    | ↘ 255       |
| Кумандинцы                                      | ↘ 225       |
| Буряты                                          | ↘ 207       |
| Китайцы                                         | ↗ 193       |
| Финны                                           | ↘ 166       |
| Туркмены                                        | ↘ 161       |
| другие национальности                           | ↘ 2284      |
| указали национальность                          | ↘ 2 707 236 |
| не указали национальность                       | ↗ 55 899    |

## Административно-территориальное деление
Для осуществления функций государственного управления Кемеровская область, в соответствии с законом Кемеровской области от 27.12.2007 № 215-ОЗ «Об административно-территориальном устройстве Кемеровской области», подразделяется на:
- 19 городов областного подчинения
  - 1 город районного подчинения, подчинённый городу областного подчинения;
- 1 посёлок городского типа областного подчинения;
- 19 административных районов, включающие:
  - 17 посёлков городского типа районного подчинения;
  - 154 сельских территорий.

Для осуществления функций местного самоуправления в области выделены 210 муниципальных образований (на 1 января 2019 года):
- 16 городских округов;
- 18 муниципальных районов, включающие:
  - 20 городских поселения,
  - 154 сельских поселения.

Муниципальные районы Гурьевский, Ижморский, Кемеровский, Крапивинский, Ленинск-Кузнецкий, Прокопьевский, Промышленновский, Топкинский, Тяжинский, Чебулинский, Юргинский, Яйский, Яшкинский в 2019 году упразднены, а все входившие в их состав поселения объединены в муниципальные округа. Законом Кемеровской области — Кузбасса от 07.10.2020 № 111-ОЗ 15.11.2020 Тисульский муниципальный район был преобразован в муниципальный округ.
С 1 июня 2021 году в муниципальные округа были преобразованы Беловский и Мариинскиймуниципальные районы.
Законом Кемеровской области — Кузбасса от 06 мая 2024 года N 46-ОЗ Ленинск-Кузнецкий городской округ, Ленинск-Кузнецкий муниципальный округ и Полысаевский городской округ были объединены во вновь образованное муниципальное образование Ленинск-Кузнецким муниципальным округом.
В результате муниципальное устройство Кемеровской области — Кузбасса выглядит так:
- 14 городских округов,
- 16 муниципальных округов,
- 2 муниципальных района
  - 6 городских поселений,
  - 10 сельских поселений.

### Городские, муниципальные округа и муниципальные районы
| №                    | Флаг | Герб | Название          | Центр                   | Площадь, км² | Население, чел. | Плотность населения, чел./км² |
| -------------------- | ---- | ---- | ----------------- | ----------------------- | ------------ | --------------- | ----------------------------- |
| Городские округа     |      |      |                   |                         |              |                 |                               |
| 1                    |      |      | город Кемерово    | город Кемерово          | 294,8        | ↘542 928        | 1841,68                       |
| 2                    |      |      | город Новокузнецк | город Новокузнецк       | 424,27       | ↘528 747        | 1246,25                       |
| 3                    |      |      | Анжеро-Судженский | город Анжеро-Судженск   | 339,858      | ↘68 622         | 201,91                        |
| 4                    |      |      | Беловский         | город Белово            | 219,34       | ↘117 941        | 537,71                        |
| 5                    |      |      | Берёзовский       | город Берёзовский       | 82,01        | ↘45 333         | 552,77                        |
| 6                    |      |      | Калтанский        | город Калтан            | 98,45        | ↘28 531         | 289,8                         |
| 7                    |      |      | Киселёвский       | город Киселёвск         | 292,00       | ↘84 362         | 288,91                        |
| 8                    |      |      | Краснобродский    | пгт Краснобродский      | 132,595      | ↘13 849         | 104,45                        |
| 9                    |      |      | Междуреченский    | город Междуреченск      | 7322,90      | ↘95 550         | 13,05                         |
| 10                   |      |      | Мысковский        | город Мыски             | 728,53       | ↘40 685         | 55,85                         |
| 11                   |      |      | Осинниковский     | город Осинники          | 71,364       | ↘43 151         | 604,66                        |
| 12                   |      |      | Прокопьевский     | город Прокопьевск       | 227,5        | ↘170 429        | 749,14                        |
| 13                   |      |      | Тайгинский        | город Тайга             | 553,44       | ↘22 823         | 41,24                         |
| 14                   |      |      | Юргинский         | город Юрга              | 44,8         | ↘77 092         | 1720,8                        |
| Муниципальные округа |      |      |                   |                         |              |                 |                               |
| 1                    |      |      | Беловский         | село Вишнёвка           | 3184,05      | ↘24 205         | 7,6                           |
| 2                    |      |      | Гурьевский        | город Гурьевск          | 2180,29      | ↘35 988         | 16,51                         |
| 3                    |      |      | Ижморский         | пгт Ижморский           | 3609,71      | ↘9488           | 2,63                          |
| 4                    |      |      | Кемеровский       | город Кемерово          | 4299,73      | ↘44 910         | 10,44                         |
| 5                    |      |      | Крапивинский      | пгт Крапивинский        | 6930         | ↘21 510         | 3,1                           |
| 6                    |      |      | Ленинск-Кузнецкий | город Ленинск-Кузнецкий | 2356,12      | ↗138 130        | 58,63                         |
| 7                    |      |      | Мариинский        | город Мариинск          | 5606,84      | ↘50 001         | 8,92                          |
| 8                    |      |      | Прокопьевский     | город Прокопьевск       | 3449,96      | ↗42 882         | 12,43                         |
| 9                    |      |      | Промышленновский  | пгт Промышленная        | 3083,08      | ↘45 088         | 14,62                         |
| 10                   |      |      | Тисульский        | пгт Тисуль              | 8083,60      | ↘17 727         | 2,19                          |
| 11                   |      |      | Топкинский        | город Топки             | 2773,56      | ↘40 199         | 14,49                         |
| 12                   |      |      | Тяжинский         | пгт Тяжинский           | 3531,01      | ↘17 891         | 5,07                          |
| 13                   |      |      | Чебулинский       | пгт Верх-Чебула         | 3741,27      | ↘12 877         | 3,44                          |
| 14                   |      |      | Юргинский         | город Юрга              | 2510,00      | ↘19 250         | 7,67                          |
| 15                   |      |      | Яйский            | пгт Яя                  | 2668,74      | ↘15 225         | 5,71                          |
| 16                   |      |      | Яшкинский         | пгт Яшкино              | 3483,80      | ↘25 792         | 7,4                           |
| Муниципальные районы |      |      |                   |                         |              |                 |                               |
| 1                    |      |      | Новокузнецкий     | город Новокузнецк       | 13 290       | ↗51 600         | 3,88                          |
| 2                    |      |      | Таштагольский     | город Таштагол          | 11 446       | ↘48 262         | 4,22                          |

## Населённые пункты

### Города
| Город             | Год основания | Площадь, км² | Население, чел. (2025) | Плотность населения, чел./км² |
| ----------------- | ------------- | ------------ | ---------------------- | ----------------------------- |
| Анжеро-Судженск   | 1897          | 119,2        | ↘63 942                | 619,2                         |
| Белово            | 1726          | 219,3        | ↘66 862                | 337,6                         |
| Берёзовский       | 1949          | 74,0         | ↘43 254                | 637,0                         |
| Гурьевск          | 1816          | 90,0         | ↘21 487                | 259,5                         |
| Калтан            | 1946          | 32,4         | ↘20 724                | 653,9                         |
| Кемерово          | 1918          | 294,8        | ↘542 928               | 1959,2                        |
| Киселёвск         | 1917          | 160,0        | ↘80 115                | 576,3                         |
| Ленинск-Кузнецкий | 1763          | 128,0        | ↘88 171                | 763,0                         |
| Мариинск          | 1698          | 57,2         | ↘39 883                | 687,6                         |
| Междуреченск      | 1946          | 335,4        | ↘94 435                | 294,4                         |
| Мыски             | 1826          | 108,7        | ↘38 720                | 385,8                         |
| Новокузнецк       | 1618          | 424,3        | ↘528 747               | 1299,2                        |
| Осинники          | 1926          | 79,8         | ↘38 740                | 544,4                         |
| Полысаево         | 1989          | 49,3         | ↘25 177                | 542,4                         |
| Прокопьевск       | 1650          | 227,5        | ↘170 429               | 872,3                         |
| Салаир            | 1626          | 40,0         | ↘6747                  | 193,1                         |
| Тайга             | 1896          | 55,3         | ↘21 717                | 443,6                         |
| Таштагол          | 1939          | 79,0         | ↘21 209                | 292,1                         |
| Топки             | 1914          | 51,7         | ↘26 648                | 544,4                         |
| Юрга              | 1886          | 44,8         | ↘77 092                | 1816,9                        |

### Агломерации
Моноцентрические:
- Новокузнецкая агломерация
- Кемеровская агломерация

Полицентрические:
- Трансиб: Юрга — Яшкино — Тайга — Анжеро-Судженск — Яя — Ижморка [* 1]
- Ленинск-Кузнецкий — Полысаево — Белово — Гурьевск — Салаир

## Органы государственной власти

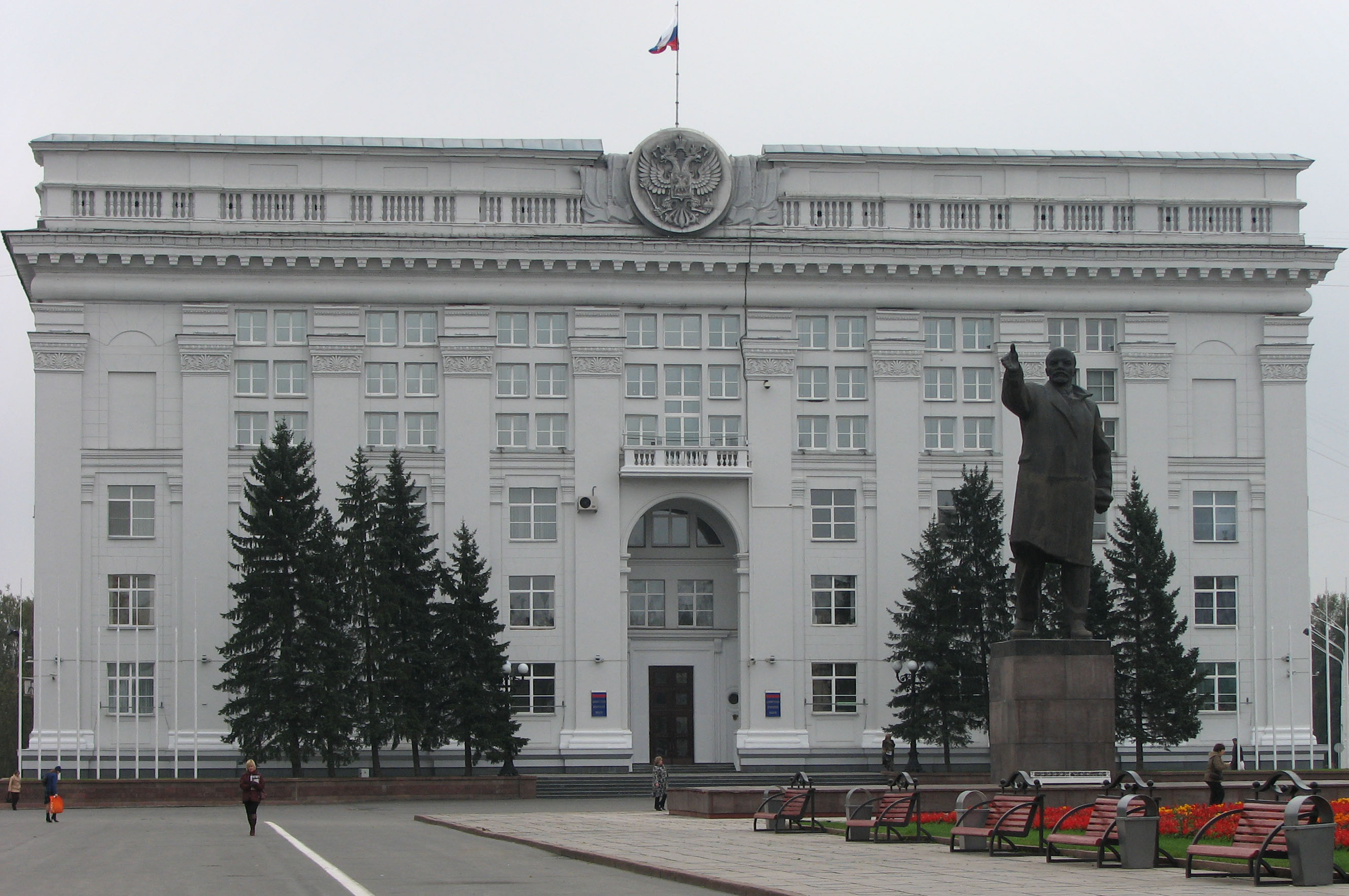
Здание администрации правительства Кемеровской области

Государственную власть в Кемеровской области осуществляют органы государственной власти Кемеровской области, а также федеральные суды и федеральные органы исполнительной государственной власти. Органы государственной власти Кемеровской области располагаются в городе Кемерово.
Органами государственной власти и должностными лицами Кемеровской области являются:
- Законодательное собрание Кемеровской области — Кузбасса (Парламент Кузбасса) — законодательный (представительный) орган государственной власти, действующий состав сформирован в сентябре 2018 года — 46 депутатов[* 2]; срок полномочий депутатов — 5 лет[64]. Избирается населением области (одна половина состава — по партийным спискам, другая — по одномандатным округам). Здание Законодательного собрания расположено в Кемерове, в Центральном районе на площади Советов по адресу Советский проспект, 58.
- Губернатор Кемеровской области — высшее должностное лицо области; срок полномочий губернатора — 5 лет[65]. Избирается жителями области в соответствии с Уставом Кемеровской области и федеральными законами. Губернатором Кемеровской области с 1 июля 1997 года по 1 апреля 2018 года являлся Аман Тулеев[66].
- Правительство Кемеровской области — высший исполнительный орган государственной власти Кемеровской области, обеспечивающий исполнение Конституции Российской Федерации, федеральных законов и иных нормативных правовых актов Российской Федерации, Устава Кемеровской области законов и иных нормативных правовых актов Кемеровской области на территории Кемеровской области. Деятельность правительства обеспечивается администрацией правительства Кемеровской области, которая также осуществляет контроль за выполнением исполнительными органами государственной власти Кемеровской области решений, принятых правительством[65][67].
- Администрация правительства Кемеровской области — исполнительный орган государственной власти общей компетенции. Центральные исполнительные органы государственной власти — департаменты, управления и иные структурные подразделения, не обладающие правами юридического лица[68][69]. Здание администрации правительства Кемеровской области расположено в городе Кемерово, в Центральном районе на площади Советов по адресу Советский проспект, 62.

## Официальная символика
Кемеровская область имеет официально утверждённые герб и флаг.
Герб Кемеровской области представляет собой французский щит, обрамлённый дубовыми ветвями, скреплёнными орденской лентой ордена Ленина и увенчанный короной в виде стилизованной чаши. Щит окаймлён узкими полосами чёрного и золотого цветов. Нижняя часть щита — зелёного цвета. Зелёный цвет символизирует сельское хозяйство и природные богатства. Зелёный цвет — это также традиционный цвет молодости и надежды.

В центре щита — треугольник чёрного цвета, усечённый с боков и окаймлённый узкой полосой золотого цвета, — террикон, символизирующий угольную промышленность. В центре террикона расположены перекрещённые кузнечный молот и кирка, обозначающие индустриальную принадлежность Кемеровской области. Из зелёного поля через перекрещённые молот и кирку к вершине террикона устремлены три пшеничных колоса. Колосья символизируют также важность для Кемеровской области сельского хозяйства. Треугольники красного цвета в левом и правом углах щита символизируют раскалённый металл. Герб обрамлён дубовым венком, символизирующим статус Кемеровской области как субъекта Российской Федерации. Нижняя часть венка переплетена орденской лентой ордена Ленина, которым Кемеровская область была награждена дважды: в 1967 году и 1970 году. В центральной части орденской ленты обозначена дата: 1943 год — год образования Кемеровской области. В разрыве дубового венка над центром гербового щита изображена корона в виде стилизованной полной чаши, символизирующей богатство Кузбасса.
Флаг Кемеровской области представляет собой прямоугольное полотнище красного цвета с синей полосой вдоль древка во всю ширину флага, составляющей одну треть длины. В верхней части синей полосы посередине помещается герб Кемеровской области. Отношение ширины флага к его длине — 2:3.
Кемеровская область имеет свой гимн.

## Экономика
Бюджет исполнен в 2021 г., доходы — 237,1 млрд ₽, расходы — 202,6 млрд ₽, годовой профицит составил 34,5 млрд ₽.

### Промышленность
На территории области развита угольная промышленность, наиболее важные её центры — Прокопьевск, Междуреченск, Белово, Берёзовский, Кемерово, Новокузнецк, Осинники, Ленинск-Кузнецкий, Киселёвск, Беловский, Кемеровский, Новокузнецкий и Прокопьевский районы. Шахты и разрезы расположены в основном в центральной части области от г. Берёзовский на севере до Осинников на юге. На юге региона развиты также металлургия и горнодобывающая промышленность (Новокузнецк, Таштагол). Также в области есть машиностроение (Юрга, Анжеро-Судженск, Новокузнецк, Кемерово, Ленинск-Кузнецкий, Киселёвск) и химическая промышленность (Кемерово). Хорошо развиты железнодорожный транспорт и теплоэнергетика (Кемерово, Новокузнецк, Белово, Калтан, Мыски).

#### Добывающая промышленность
В Кемеровской области добывают золото, серебро, железные руды, марганцевые руды, алюминий, нефелиновые руды, свинец, цинк, полиметаллические руды, барит, кварцит, известняк, глину, доломит, песок, уголь.

#### Угольная промышленность
Кемеровская область имеет два больших угольных бассейна: Кузнецкий каменноугольный бассейн — от Малиновки (посёлка, входящего в Калтанский городской округ) до районов Новосибирской области, и часть Канско-Ачинского буроугольного бассейна. В год добывается свыше 180 млн тонн каменного угля, наиболее крупные предприятия расположены в Междуреченске, Новокузнецке и Новокузнецком районе, Прокопьевске, Киселёвске, Ленинске-Кузнецком, Белове, Берёзовском.

#### Металлургия
Металлургия представлена цветной (Новокузнецкий алюминиевый завод) и чёрной (площадка рельсового проката ЗСМК, Западно-Сибирский металлургический комбинат, завод «Кузнецкие ферросплавы» в Новокузнецке, Анжеро-Судженский филиал ОАО «Кузнецкие ферросплавы», Гурьевский металлургический завод, также относится кемеровский ОАО «КОКС», машиностроение в Юрге, Анжеро-Судженский рудник); ресурсная база Российского межотраслевого холдинга СИБПЛАЗ Темиртауское месторождение, Шерегешское месторождение, Казское месторождение, Таштагольское месторождение.

### Сельское хозяйство
На 01.01.2020 численность сельского населения Кемеровской области 370 617 человек.
Предприятия сельского хозяйства расположены на территории всей области поблизости от городов. Сугубо «сельские» районы — Промышленновский, Крапивинский, Чебулинский, Ижморский, Яйский и др.
Почти 2 400 тыс. га (27 % от общей площади земельных ресурсов области) земель сельскохозяйственного назначения находятся в обороте. 14 % (402 тыс. человек) населения области проживает в сельской местности и лишь 3,4 % (44,7 тыс. человек) от занятых в экономике трудятся в сельском хозяйстве. Основные отрасли животноводства: молочно-мясное скотоводство, свиноводство и птицеводство. За последние 5 лет построено и модернизировано более 100 животноводческих и птицеводческих помещений.
В 2020 г. собрали 1,28 млн тонн зерновых. Это на 15,5 % больше чем в 2019 г., лучший урожай в Яшкино — 23,7 ц\га. С 8,5 тыс. га собрали 166,5 тыс. тонн картофеля, планируется ввести 80 тыс. га (800 км²) в оборот в 2018—2024 годы.
В 2022 г. в сельское хозяйство из всех источников будет направлено ~595 млн ₽ на животноводство, ~355 млн ₽ на растениеводство. Всего сумма составила около миллиарда ₽.
Животноводство
Животноводство Кузбасса развивается по следующим направлениям: скотоводство, свиноводство, птицеводство, овцеводство, кролиководство, рыбоводство.
В 2020 году в Кузбассе около половины объёма производства молока приходится на сельскохозяйственные организации, остальное производят малые формы хозяйствования (К(Ф)Х, ЛПХ). Крупных молочных хозяйств (с поголовьем выше 1 тыс.) в Кузбассе 8, они могут давать до 50 тонн молока в сутки.
На 1 октября 2020 года поголовье крупного рогатого скота в Кузбассе в хозяйствах всех категорий составляет 150,4 тыс. голов, из них 66,6 тыс. — коровы. Производство товарного молока составляет 242,1 тыс. тонн, что больше уровня прошлого года на 0,7 тыс. тонн (0,3 %). Удой молока на одну корову составляет 4143 кг (плюс 104 кг по сравнению с 2019 годом). Произведено 69,8 тыс. тонн мяса скота и птицы в живом весе. Получено 888,6 млн штук яиц.
В 2020 собрали более 1 млрд яиц.
Растениеводство
Кемеровская область входит в ТОП-3 регионов России по урожайности гречихи, с показателем 12,7 ц/га уступая лишь Омской и Рязанской областям и в ТОП-5 по валовому сбору. В 2022 году намолочено 39,8 тыс. тонн гречихи.
В 2022 году исторический рекорд региона — намолочено 1 961,8 тыс. тонн зерновых и зернобобовых культур (с кукурузой), с площади 610,8 тыс. га (+3,8 % к 2021). Средняя урожайность 32,1 ц/га (+14,3 %). Пшеницы намолочено 1 103,8 тыс. тонн (+15,7 %) с площади 326,2 тыс. га (-1,1 %), урожайность 33,8 ц/га (+17,0 %). Также намолочено 411,0 тыс. тонн ячменя (+32,4 %) при средней урожайности 33,9 ц/га (+14,8 %), с 121,4 тыс. га (+15,4 %).
Семян рапса получено 307,7 тыс. тонн (+57,3 % за год) с площади 128,9 тыс. га (+37,4 %), урожайность 23,9 ц/га (+14,4 %). Картофеля в сельскохозяйственных предприятиях и КФХ накопано 200,1 тыс. тонн (+17,6 %) с 8,7 тыс. га, урожайность картофеля 230,3 ц/га (+8,1 %). С 1 тыс. га (+10,7 %) убрано 31,1 тыс. тонн овощей (+25,2 %) при средней урожайности 305,6 ц/га (+13,0 %).
Достижение исторического рекорда по уборке зерна в Кузбассе произошло благодаря расширению посевных площадей, увеличению на 30 % минудобрений (97,2 тыс. тонн д. в.), а также росту доли элитных семян (с 7,8 % в 2018 году до 13,1 % в 2022 году). Доля сортовых семян составила 83 %.
| тыс. гектаров | 1599 | 1447,0 | 1275,6 | 1141,6 | 1065,3 | 1037,1 | 971,7 |

### Сфера услуг

#### Торговля, финансовые услуги и туризм
Туристские районы в границах Кемеровской области:
- Нижнее Притомье, в том числе
  - Нижнее Правобережное Притомье
  - Обь-Томское междуречье
- Среднее Притомье
- Верхнее Притомье
- Кузнецкий Алатау: Горная Шория, Поднебесные Зубья, Салаирский кряж, заповедник «Кузнецкий Алатау» (посещение возможно при согласовании с администрацией заповедника).

Телевещание
В Кемеровской области восемь зон телевещания — Кемеровская, Юргинская, Анжерская, Ключевая, Ленинск-Кузнецкая, Междуреченская, Новокузнецкая, Прокопьевская, Таштагольская и сотня телевышек.
Радиостанции
Почти вся населённая территория области покрыта вещанием FM-радиостанций, в основном сетевых, но в каждом городе есть станции с местным эфиром. В области действуют следующие местные радиостанции (вещание которых осуществляется из городов Кемеровской области):
- Радио «Шория» — вещание из Таштагола на Таштагольский район.
- Кузбасс FM — вещание из Кемерово на все города области (в каждом городе своя частота).
- Апекс Радио— вещание из Новокузнецка на Новокузнецк, Кемерово, Междуреченск, Таштагол.
- Правильное радио — вещание из Кемерово на Кемерово, Ленинск-Кузнецкий и Белово.

### Строительство
По состоянию на 1 января 2012 года жилищный фонд области составлял 61,5 млн квадратных метров, а обеспеченность жильём равна 22,4 квадратным метрам на душу населения.
- 2007 год — 1010 тыс. квадратных метров;
- 2008 год — 1063 тыс. квадратных метров;
- 2009 год — 1063 тыс. квадратных метров;
- 2010 год — 1003 тыс. квадратных метров;
- 2011 год — 1083 тыс. квадратных метров.

В 2018 построено 640 тыс. м², в 2019 — 746 тыс. м², в 2020 — 824 тыс. м² в 2021 планируется построить — 900 тыс. м² жилья
Строительная индустрия области представлена двумя тысячами предприятий (360 из них — предприятия по производству строительных материалов), в их числе:
- 2 цементных завода;
- 6 кирпичных заводов;
- 20 заводов по производству сборного железобетона;
- 4 завода деталей КПД;
- 14 карьеров, добывающих нерудные строительные материалы применяемые для производства строительных материалов;
- 1 завод кровельных материалов;
- 6 предприятий, производящих теплоизоляционные материалы.

### Территории экономического благоприятствования
- Северная промзона
- Юрга
- Тырганская промзона
- Горная Шория

### Транспорт

#### Железнодорожный
По территории проходит Транссиб с ответвлениями у Юрги (на Топки, Кемерово, Новокузнецк), Тайги (на Томск) и у Анжеро-Судженска (на Кемерово).
Южно-Кузбасская ветка Западно-Сибирской железной дороги — начинается от Юрги и пересекает область с севера на юг, заканчиваясь в Таштаголе. Имеет ответвления в Топках (на Кемерово), в Белове (на Новосибирск), в Новокузнецке (на Абакан). Железнодорожный узел Артышты единственный в Кузбассе который обслуживает грузопотоки с четырёх направлений (Алтай, Новокузнецк, Юрга и Томусинская). Последняя дорога проходит к северу от Новокузнецка с многочисленными ответвлениями на разрезы Ерунаковского месторождения, промышленные предприятия Новокузнецка и заканчивается на станции Томсусинская к востоку от Новокузнецка, соединяясь с дорогой на Абакан.
Крупнейшие железнодорожные узлы области: Новокузнецк, Мариинск, Тайга, Юрга, Топки, Белово, Артышта.

#### Автомобильный
Через северную часть области и через Кемерово проходит магистраль Р255 «Сибирь».
Наибольший трафик автомобильного движения наблюдается на дорогах между Кемерово и Новокузнецком. Два крупнейших города области соединены следующими дорогами:
- Дорога II категории 1Р-384, «Старая трасса» — имеет ширину в две полосы (по одной в каждую сторону) и проходит в черте населённых пунктов, в том числе Ленинск-Кузнецкого, Полысаева, Грамотеина, Киселёвска и Прокопьевска. На участке трассы от Кемерова до Ленинска-Кузнецкого до строительства дороги-дублёра наблюдались наибольшие на междугородних дорогах области заторы, особенно по вечерам и в предпраздничные дни.
- «Новая трасса» — дублёр «Старой трассы» дорога I категории шириной 4 полосы и с пересечениями в разных уровнях на всех перекрёстках. Южный участок от Новокузнецка до Ленинска-Кузнецкого строился в 1970—1990-х годах для обхода Ленинска-Кузнецкого, Полысаева, Белова, Киселёвска и Прокопьевска[* 4]. Северный участок от Ленинска-Кузнецкого до Кемерова строился с 2005 по 2019 годы[90] для обхода крупных сёл Берёзово, Береговая, Панфилово, Чусовитино и Демьяновка. Этот участок имеет статус автомагистрали[* 5].

Обе дороги начинаются от развязки у с. Берёзово к югу от Кемерова и заканчиваются, соединяясь кольцевой развязкой у поста ДПС на въезде в Новокузнецкий район. Далее от кольца на юг идёт Новокузнецкая кольцевая автомобильная дорога (НКАД), а на восток — основной въезд в Новокузнецк.
Вокруг областного центра проходит кольцевая трасса, логически соединявшая областную трассу Р384 с федеральной трассой Р255.
Кемеровская область имеет обширную сеть автовокзалов и автостанций. Организацией междугородних пассажирских автоперевозок и управлением автовокзалов и автостанций занимается Государственное учреждение КУЗБАССПАССАЖИРАВТОТРАНС. После того как в период 1990-х и 2000-х годов резко сократилось количество рейсов пригородных поездов (особенно на Кемеровском, Тайгинском узлах и на ветке Проектная-Тогучин-Инская), а также после развала системы водного транспорта на реке Томь, система пригородных и междугородних автобусных маршрутов стала в области доминирующим видом междугороднего транспорта. В этот период постоянно расширялась сеть межсубъектных и международных (в города Казахстана и Средней Азии) автобусных маршрутов с автовокзалов Кемерово и Новокузнецка, Междуреченска. Автовокзалы Кемерово и Новокузнецка не справляются с возросшим пассажиропотоком. С 2004 года регулярно обновляется парк междугородних автобусов.
Перечень региональных дорог Кемеровской области

#### Воздушный

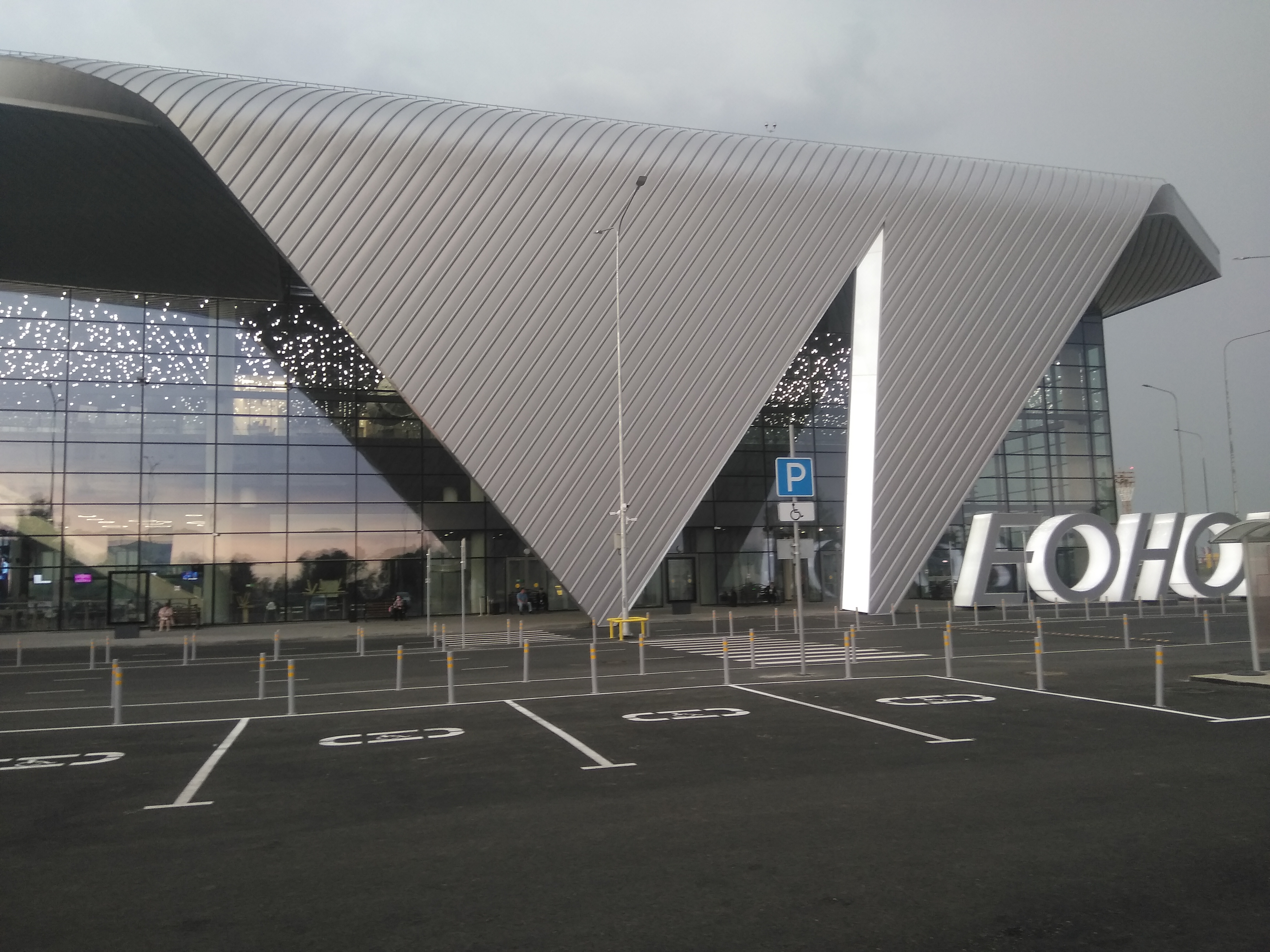
Аэропорт Кемерово

Имеются международные аэропорты в Кемерове и Новокузнецке. Также в области имеются аэродромы в Ленинске-Кузнецком (в настоящее время не работает), Таштаголе, Междуреченске, Мариинске и Анжеро-Судженске.

#### Водный
Единственной рекой в области, которую можно приспособить под судоходство, является Томь. В период навигации выполняется перевозка населения водным транспортом. Перевозку осуществляет Новокузнецкое государственное водно-транспортное предприятие Кемеровской области с филиалом в Кемерове катерами «КС-149» и «КС-207» по маршрутам: «Новокузнецк — Ячменюха» (протяжённостью 101 км) и «Кемерово — Змеинка» (протяжённостью 83 км).

#### Городской
Все города и посёлки городского типа обеспечены автобусным пассажирским транспортом.
Пять городов Кузбасса имеют системы электротранспорта. Кемерово и Новокузнецк имеют одновременно трамвайное и троллейбусное сообщение, Прокопьевск и Осинники имеют только трамвайные системы, а в городе Ленинск-Кузнецкий работает троллейбус.

### Рейтинговые оценки
Рейтинговое агентство АКРА в 2017 году присвоило Кемеровской области рейтинговую оценку ВВВ(RU) со стабильным прогнозом. Рейтинг был подтверждён в 2018, в 2018 году был повышен до A-(RU) (подтверждался в 2019-2021), в 2022 - до A(RU) (подтверждался в 2023-2024), в сентябре 2024 году был отозван. Возобновлён в декабре 2024 года на уровне A-(RU), в 2025 понижен до BBB+(RU).

## Социальная сфера

### Образование

#### Высшее профессиональное образование
Университеты:

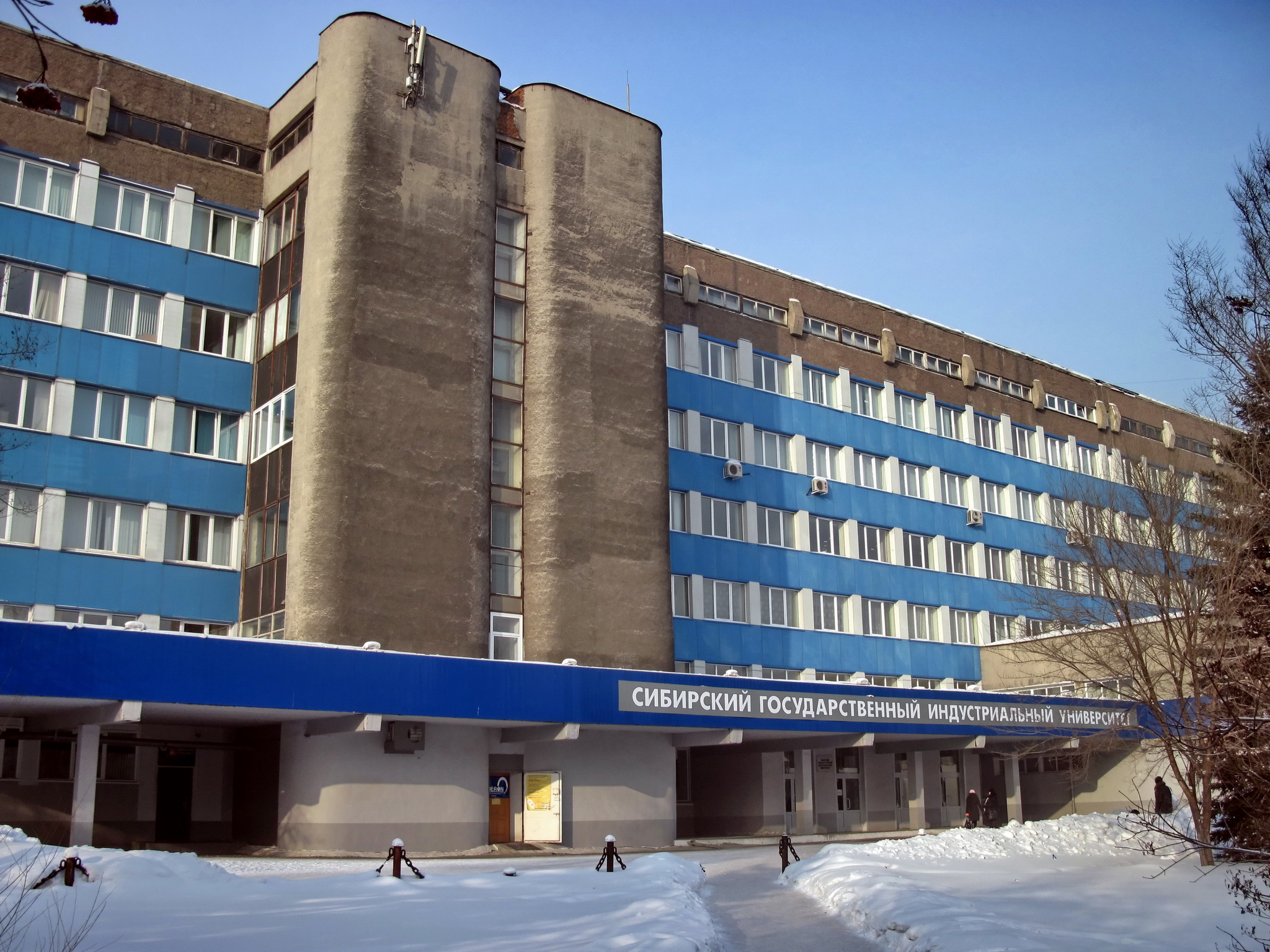
СибГИУ

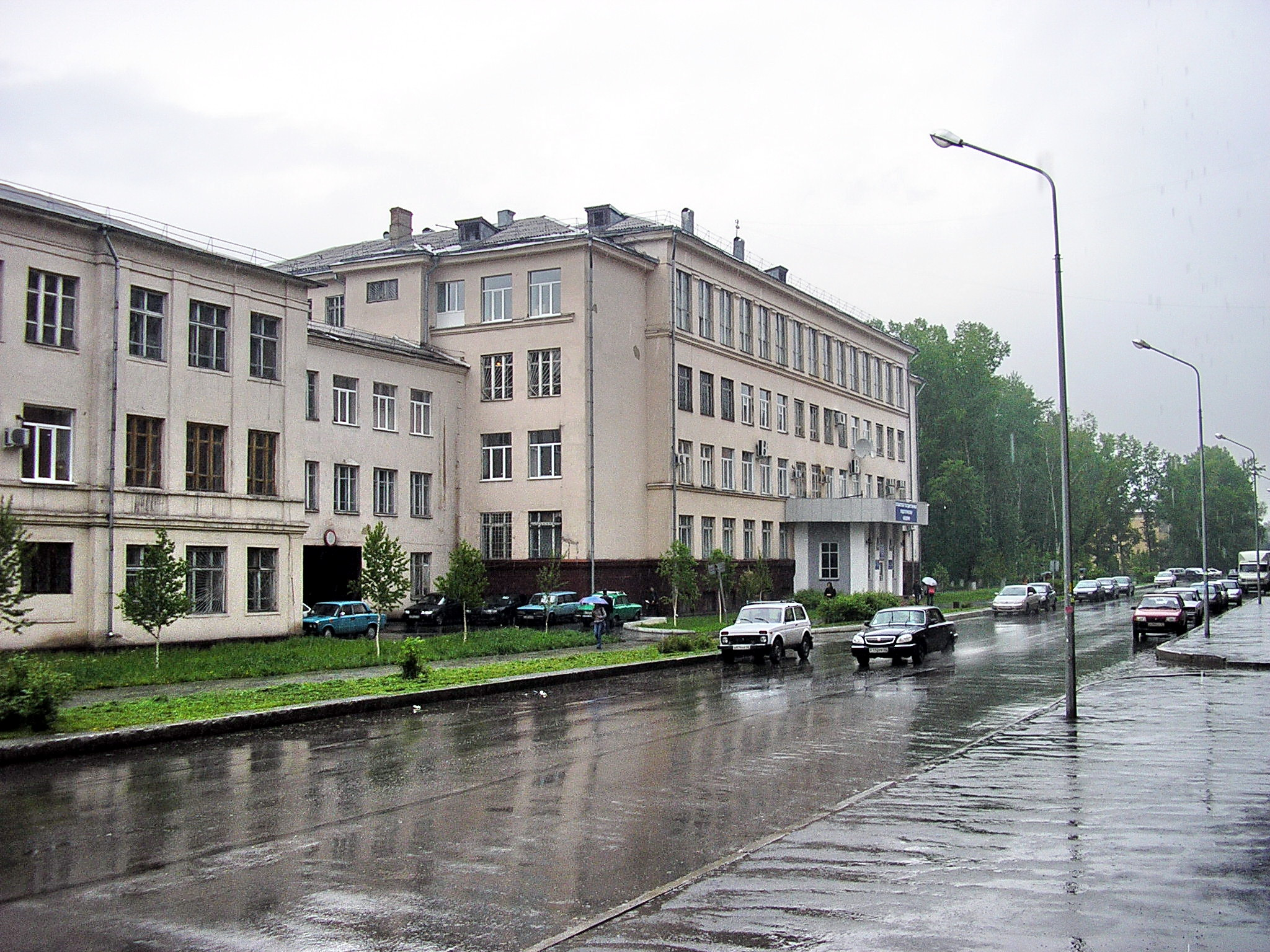
КузГПА

- Кемеровский государственный университет (КемГУ) — Кемерово
- Кузбасский государственный технический университет имени Т. Ф. Горбачёва (КузГТУ) — Кемерово
- Кемеровский государственный медицинский университет (КемГМУ) — Кемерово
- Сибирский государственный индустриальный университет (СибГИУ) — Новокузнецк

Академии:

Кемеровский государственная сельскохозяйственная академия (КГСХИ) — Кемерово
Институты:
- Кемеровский государственный институт культуры (КемГИК) — Кемерово
- Российский государственный институт сценических искусств в г. Кемерово (РГИСИ)- Сибирская высшая школа музыкального и театрального искусства — Кемерово
- Кузбасский институт экономики и права (КИЭП) — Кемерово
- Кузбасский институт ФСИН России — Новокузнецк
- Кузбасский областной педагогический институт (КОПИ) — Кемерово
- Новокузнецкий государственный институт усовершенствования врачей (НГИУВ) — Новокузнецк
- Тайгинский институт железнодорожного транспорта — Тайга

#### Среднее профессиональное образование
Колледжи:
- Анжеро-Судженский педагогический колледж
- Анжеро-Судженский политехнический колледж
- Беловский педагогический колледж
- Беловский политехнический колледж (БлПК)
- Кемеровский областной колледж культуры и искусств
- Кемеровский областной медицинский колледж
- Кемеровский профессионально-педагогический колледж
- Кемеровский профессионально-технический колледж
- Кузбасский художественный колледж
- Ленинск-Кузнецкий горнотехнический колледж
- Мариинский педагогический колледж
- Новокузнецкий педагогический колледж
- Новокузнецкий горнотранспортный колледж
- Новокузнецкий государственный гуманитарно-технический колледж
- Новокузнецкий профессиональный колледж
- Новокузнецкий экономико-отраслевой колледж
- Прокопьевский аграрный колледж
- Прокопьевский колледж искусств
- Прокопьевский горнотехнический колледж имени В. П. Романова
- Юргинский технологический колледж (ЮТК)

Техникумы:
- Анжеро-Судженский горный техникум
- Берёзовский политехнический техникум
- Кемеровский горнотехнический техникум
- Кузбасский многопрофильный техникум
- Кузбасский техникум архитектуры, геодезии и строительства (КузТАГиС)
- Кузнецкий металлургический техникум
- Ленинск-Кузнецкий политехнический техникум
- Мариинский лесотехнический техникум
- Междуреченский горностроительный техникум
- Новокузнецкий строительный техникум
- Новокузнецкий торгово-экономический техникум
- Прокопьевский промышленно-экономический техникум
- Прокопьевский техникум физической культуры
- Прокопьевский электромашиностроительный техникум
- Тайгинский техникум железнодорожного транспорта
- Томь-Усинский энерготранспортный техникум
- Юргинский техникум агротехнологий и сервиса (ЮТАиС)
- Юргинский техникум машиностроения и информационных технологий (ЮТМиИТ)
- Топкинский Технический Техникум (ТТТ)

#### Общее образование
В Кемеровской области имеется около 1000 школ, лицеев и гимназий.

### Наука
- Сибирский научно-исследовательский холдинг
- Кемеровский научный центр Российской академии наук

С целью сейсмозондирования на территории Кемеровской области 18 сентября 1984 года примерно в 100 км от города Кемерово был произведён подземный мирный ядерный взрыв мощностью 10 килотонн.

### Культура

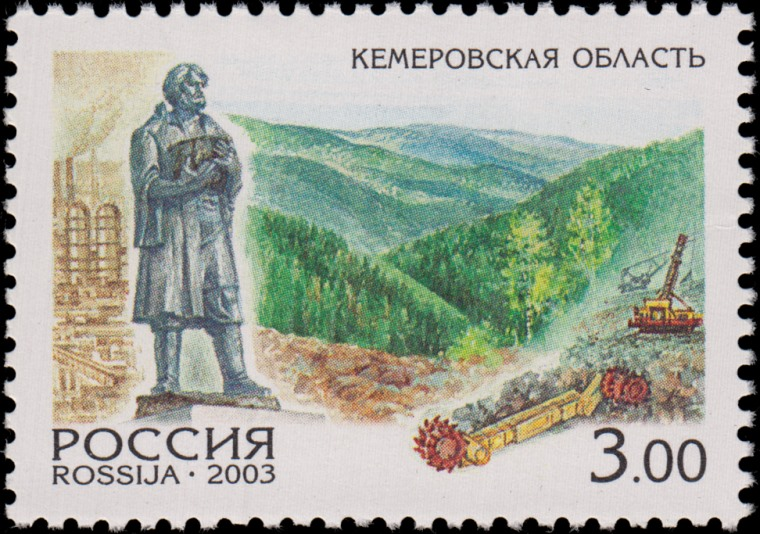
Почтовая марка, 2003 год

Сеть учреждений культуры Кемеровской области на 2017—2018 год составляет 1856 единиц, из них 24 государственных учреждений культуры: семь театров; 43 музея; 609 культурно-досуговых учреждений; 626 библиотек, филармония Кузбасса имени Б. Т. Штоколова; 82 учреждения по киновидеообслуживанию, 112 учреждений образования; четыре парка и 372 прочих учреждения.
Действует ГАУК КО «Кузбасский центр искусств», который объединяет работу профессиональных творческих союзов: Кемеровского областного отделения ВТОО «Союз художников России», Кемеровского областного отделения «Союз писателей Кузбасса», Общероссийской общественной организации «Союз писателей России» и Кемеровского регионального отделения ВОО «Союз композиторов России». ГАУК КО «Кузбасский центр искусств» — это современная культурная площадка, которая совместно с творческими союзами области и другими профессиональными творческими деятелями создаёт культурные, образовательные проекты и мероприятия. В четырёх городах области работает Кемеровское региональное отделение СТД РФ.
Статус «Губернаторский» имеют: симфонический оркестр Кузбасса, духовой оркестр, хор «Утро», камерный хор, джаз-клуб «Геликон», театр танца «Сибирский калейдоскоп».
В целом, в сфере культуры региона трудится свыше 14 тысяч кузбассовцев, в том числе более 9 тысяч творческих работников. 235 из них удостоены почётных званий Российской Федерации «заслуженный» и «народный».
По итогам 2017 года Кузбасс вошёл в десятку регионов-лидеров России по темпам развития культуры и пятёрку регионов-лидеров России по уровню развития кинематографии. Благодаря участию в федеральной программе Фонда кино по кинофикации учреждений культуры с 2015 по 2017 год в области открылись двенадцать муниципальных цифровых киноучреждений, в которых показываются все новинки зарубежного и отечественного кинематографа.
Звание «Почётный гражданин Кемеровской области» присвоено следующим лицам:
| ТУЛЕЕВУ                | Аману Гумировичу       | губернатору Кемеровской области |
| БАБАНСКОМУ             | Юрию Васильевичу       | генерал-лейтенанту запаса, Герою Советского Союза |
| ЛЕОНОВУ                | Алексею Архиповичу     | лётчику-космонавту, дважды Герою Советского Союза |
| ВОЛЫНОВУ               | Борису Валентиновичу   | лётчику-космонавту, дважды Герою Советского Союза |
| ШТОКОЛОВУ              | Борису Тимофеевичу     | народному артисту СССР |
| ЕРМАКОВУ               | Николаю Спиридоновичу  | первому секретарю Кемеровского обкома партии (посмертно) |
| ЕШТОКИНУ               | Афанасию Фёдоровичу    | бывшему первому секретарю Кемеровского областного комитета КПСС (посмертно) |
| СЕЛЕЗНЁВУ              | Геннадию Николаевичу   | председателю Государственной Думы СФ ФС РФ |
| МОКРУШЕВУ              | Устину Александровичу  | ветерану труда, г. Топки |
| РИДИГЕРУ               | Алексею Михайловичу    | Святейшему патриарху Московскому и Всея Руси, митрополиту Алексию |
| ДРОЗДЕЦКОМУ            | Егору Ивановичу        | дважды Герою Социалистического Труда, г. Новокузнецк |
| МИХАЙЛОВУ              | Владимиру Васильевичу  | главе г. Кемерово |
| ШОЙГУ                  | Сергею Кужугетовичу    | министру обороны Российской Федерации |
| ХВОРОСТОВСКОМУ         | Дмитрию Александровичу | народному артисту РФ |
| ЛЕВИТИНУ               | Игорю Евгеньевичу      | министру транспорта РФ, г. Москва |
| МАЛЫШЕВОЙ              | Елене Васильевне       | руководителю и ведущей теле и радиопрограмм «Здоровье», г. Москва |
| ДЮДЯЕВУ                | Геннадию Тимофеевичу   | председателю Совета народных депутатов Кемеровской области |
| АГАДЖАНЯНУ             | Ваграму Вагановичу     | директору ФГЛПУ «Научно-клинический центр охраны здоровья шахтёров», г. Ленинск-Кузнецкий                                                                                          |
| ПРИМАКОВУ              | Евгению Максимовичу    | президенту торгово-промышленной палаты РФ, г. Москва |
| СТЕПАШИНУ              | Сергею Вадимовичу      | председателю Счётной палаты РФ, г. Москва |
| ГУНДЯЕВУ               | Владимиру Михайловичу  | Святейшему патриарху Московский и всея Руси Кириллу |
| МАШКОВУ                | Владимиру Львовичу     | народному артисту РФ, г. Москва |
| АРБАЧАКОВУ             | Юрию Яковлевичу        | заслуженному мастеру спорта СССР, чемпиону СССР, Европы и мира по боксу |
| МАКУТЕ                 | Владимиру Николаевичу  | главе Таштагольского района |
| БРЫКСИНУ               | Александру Юрьевичу    | вице-президенту ЗАО «Русский международный банк», г. Москва |
| ПИЛИПЧУК               | Людмиле Владимировне   | генеральному директору ГАУК КО «Кемеровская государственная областная филармония имени Б. Т. Штоколова»                                                                            |
| ПЬЕХЕ                  | Эдите Станиславовне    | эстрадной певице, народной артистке СССР, г. Санкт-Петербург |
| ПАНИНУ                 | Андрею Владимировичу   | артисту Московского художественного академического театра и кино (посмертно) |
| ГЕРГИЕВУ               | Валерию Абисаловичу    | художественному руководителю, главному дирижёру симфонического оркестра Мариинского театра, г. Санкт-Петербург                                                                     |
| ШИВЕ                   | Наталье Григорьевне    | бронзовому призёру XIV зимних Олимпийских игр в Сараево, мастеру спорта СССР международного класса по конькобежному спорту, г. Кемерово                                            |
| МАЦУЕВУ                | Денису Леонидовичу     | заслуженному артисту РФ, г. Москва |
| ОРЛОВОЙ                | Светлане Юрьевне       | губернатору Владимирской области |
| БАБКИНОЙ               | Надежде Георгиевне     | художественному руководителю Московского государственного музыкального театра фольклора «Русская песня», г. Москва                                                                 |
| КУРБАТОВОЙ (ФИЛАТОВОЙ) | Марии Евгеньевне       | двукратной олимпийской чемпионке по спортивной гимнастике, двукратной победительнице Кубка мира, г. Ленинск-Кузнецкий                                                              |
| КОБЗОНУ                | Иосифу Давыдовичу      | народному артисту СССР, г. Москва |
| ТИНЬКОВУ               | Олегу Юрьевичу         | председателю Совета директоров банка «Тинькофф Банк», г. Москва |
| МАКИЕВОЙ               | Ирине Владимировне     | заместителю председателя государственной корпорации «Банк развития и внешнеэкономической деятельности» (ВЭБ.РФ), генеральному директору Фонда развития моногородов (МОНОГОРОДА.РФ) |
| ЯНОВСКОМУ              | Анатолию Борисовичу    | заместителю министра энергетики РФ, г. Москва |

### Здравоохранение
В каждом городе и районе имеются больницы терапевтического, педиатрического или стоматологического профиля муниципального (с 1 января 2017 года — регионального) подчинения. Кроме того, Минздраву РФ подчинены несколько лечебных учреждений Кемеровской области, Минэнерго РФ — Центр по лечению шахтёров в Ленинске-Кузнецком, Минсоцразвития — Новокузнецкий центр протезирования, организации Российской академии наук. Наряду с государственными лечебными учреждениями помощь населению Кемеровской области оказывают частные лечебные учреждения. Широко внедряется телемедицина. Образовательные учреждения среднего медицинского образования объединены в Кемеровский областной медицинский колледж. Имеются санатории Славино, Борисовский, Прокопьевский.
Кемеровская область — один из лидеров по заболеваемости ВИЧ-инфекциями среди регионов России.

### Социальная защита населения
В городах и на селе имеются центры социальной помощи населению. В Кемеровской области ветеранам войн и труда доставляют уголь по льготным условиям. Проезд для пенсионеров и инвалидов и иных льготников с 1 мая по 30 сентября в межмуниципальном транспорте бесплатный. По инициативе губернатора Амана Тулеева в области проводятся различные программы адресной помощи малообеспеченным людям.

### Спорт
В Кемеровской области хорошо развит горнолыжный спорт. В области имеются профессиональные спортивные команды по футболу, хоккею, регби, волейболу и баскетболу. В городе Новокузнецк есть шахматная школа. Также есть Олимпийские чемпионы-тяжелоатлеты, борцы.

### Религия
Наиболее крупная по числу верующих религия Кемеровской области — христианство (православие). Помимо православной церкви, в области достаточно распространены такие христианские течения как католицизм и протестантизм. На территории Кузбасса также достаточно распространён ислам.
Кемеровская область известна многочисленными необычными религиозными акциями, среди которых агентство называет Всекузбасские молебны об избавлении от техногенных катастроф, проводимые каждое первое воскресенье месяца, молебны о безопасности дорожного движения, прошедшие в декабре 2008 года, молебны о благополучном преодолении мирового финансового кризиса в ноябре 2008 года, молебны родителей во избавление детей от алкогольной и наркотической зависимости, об избавлении региона от напасти птичьего гриппа, об успешном исходе голосования во время выборов. В марте 2009 года губернатор области Аман Тулеев призвал кузбассовцев помолиться о чудесном вызволении заложников, захваченных неизвестным в банке в Ленинск-Кузнецком.
Кузнецкую землю духовенство неоднократно освящало с вертолёта, а в октябре 2007 года православный священник окропил Новокузнецк святой водой с воздушного шара.

### Преступность и пенитенциарная система
Кемеровская область имеет среднестатистические показатели для Сибири по тяжким преступлениям, преступлениям средней и мелкой тяжести. В городах и районах для задержанных имеются следственные изоляторы. Кроме того, в области около 25 исправительных учреждений, в которых отбывают наказание лица, приговорённые судом к отбытию наказания.